# تلمبه گوهری
تلمبه گوهری یک منطقهٔ مسکونی در ایران است که در دهستان نگار واقع شده‌است. تلمبه گوهری ۱۶ نفر جمعیت دارد.